# Ablabesmyia aequidensi
Ablabesmyia aequidensi es una especie de insecto díptero. Pertenece al género Ablabesmyia, familia Chironomidae.

## Taxonomía
Fue descrito por Sahin en 1987. 